# Grote Prijs van Québec 2024
De dertiende editie van de wielerwedstrijd Grote Prijs van Quebec vond plaats op 13 september 2024. De wedstrijd startte en finishte in Quebec en was 201,6 kilometer lang. De wedstrijd maakte deel uit van de UCI World Tour, met de categorie 1.UWT. De Australiër Michael Matthews won de wedstrijd voor de derde maal. De Ertireër Biniam Girmay en Rudy Molard vergezelden hem op het podium.

## Uitslag
| Plaats  | Naam               | Ploeg                      | Tijd     |
| ------- | ------------------ | -------------------------- | -------- |
| Winnaar | Michael Matthews   | Jayco AlUla                | 4u45'36" |
| 2       | Biniam Girmay      | Intermarché-Wanty          | z.t.     |
| 3       | Rudy Molard        | Groupama-FDJ               | z.t.     |
| 4       | Tiesj Benoot       | Visma \| Lease a Bike      | z.t.     |
| 5       | Per Strand Hagenes | Visma \| Lease a Bike      | z.t.     |
| 6       | Bauke Mollema      | Lidl-Trek                  | z.t.     |
| 7       | Tadej Pogačar      | UAE Team Emirates          | z.t.     |
| 8       | Neilson Powless    | EF Education-EasyPost      | z.t.     |
| 9       | Pello Bilbao       | Bahrain Victorious         | z.t.     |
| 10      | Edoardo Zambanini  | Bahrain Victorious         | z.t.     |
| 11      | Luke Lamperti      | Soudal Quick-Step          | z.t.     |
| 12      | Gianni Vermeersch  | Alpecin-Deceuninck         | z.t.     |
| 13      | Arnaud De Lie      | Lotto Dstny                | z.t.     |
| 14      | Alex Baudin        | Decathlon AG2R La Mondiale | z.t.     |
| 15      | Rúben Guerreiro    | Movistar                   | z.t.     |
| 16      | Frederik Wandahl   | Red Bull-BORA-hansgrohe    | z.t.     |
| 17      | Lorenzo Rota       | Intermarché-Wanty          | z.t.     |
| 18      | Matis Louvel       | Arkéa-B&B Hotels           | z.t.     |
| 19      | Romain Grégoire    | Groupama-FDJ               | z.t.     |
| 20      | Alberto Bettiol    | Astana Qazaqstan           | z.t.     |

2010 · 2011 · 2012 · 2013 · 2014 · 2015 · 2016 · 2017 · 2018 · 2019 · 2020-2021 · 2022 · 2023 · 2024
Tour Down Under ·
Great Ocean Road Race ·
Ronde van de Verenigde Arabische Emiraten ·
Omloop Het Nieuwsblad ·
Strade Bianche ·
Parijs-Nice · 
Tirreno-Adriatico · 
Milaan-San Remo ·
Ronde van Catalonië ·
Classic Brugge-De Panne ·
E3 Saxo Classic ·
Gent-Wevelgem ·
Dwars door Vlaanderen ·
Ronde van Vlaanderen ·
Ronde van het Baskenland ·
Parijs-Roubaix ·
Amstel Gold Race ·
Waalse Pijl ·
Luik-Bastenaken-Luik ·
Ronde van Romandië ·
Eschborn-Frankfurt ·
Ronde van Italië ·
Critérium du Dauphiné ·
Ronde van Zwitserland ·
Ronde van Frankrijk ·
Clásica San Sebastián ·
Ronde van Polen ·
Bretagne Classic ·
BEMER Cyclassics ·
Renewi Tour ·
Ronde van Spanje ·
GP van Quebec ·
GP van Montreal ·
Ronde van Lombardije ·
Ronde van Guangxi